# Gastrotricha
Il phylum Gastrotricha (dal greco antico: gaster = stomaco; thrix = pelo) è costituito da circa 460 specie di animali, lunghi al massimo 4 mm, che vivono su piante o tra i granelli di sabbia negli ambienti acquatici, sia marini che d'acqua dolce. Alcune specie sono state ritrovate anche in terreni particolarmente umidi. I gastrotrichi si cibano di materia organica morta ma anche di batteri, funghi e protisti e, a loro volta, sono alimento per un vasto numero di invertebrati, come anellidi, nematodi ed artropodi.

## Anatomia e fisiologia
I gastrotrichi sono considerati pseudocelomati anche se, molto spesso, il loro pseudoceloma è notevolmente ridotto o assente.
La loro morfologia somiglia vagamente a quella dei rotiferi ma si distinguono da essi per l'assenza della corona ciliata e per la presenza di scaglie e spine diffuse sul corpo.
Il corpo è ricoperto da una cuticola secreta dallo strato epidermico sottostante. Nella zona ventrale le cellule epidermiche sono munite di ciglia che mostrano una funzione locomotoria simile a quella dei platelminti. Nella zona posteriore è presente una coda biforcuta al cui interno apposite ghiandole secernono sostanze adesive per permettere l'ancoraggio a qualsiasi tipo di substrato. Tubi adesivi sono comunque sparsi su tutto il corpo.
Come la maggior parte dei bilateri, i gastrotrichi sono proctodeati. Il canale alimentare è rettilineo e la bocca è circondata da ciglia utilizzate per la ricerca delle particelle alimentari. Una faringe muscolosa agisce come pompa per aspirare il cibo e immetterlo nell'intestino.
Il sistema nervoso è costituito da due gangli, posizionati in prossimità della faringe, dai quali si dipartono due cordoni nervosi laterali che innervano l'intero organismo.
Gli scambi gassosi, necessari per la respirazione, avvengono per diffusione attraverso la parete del corpo. La circolazione delle sostanze nutritive e dei gas respiratori è affidata allo pseudoceloma. L'escrezione dei cataboliti, le sostanze di rifiuto prodotte dal metabolismo cellulare, è possibile grazie ad un apparato protonefridiale.

## Riproduzione e sviluppo embrionale
La maggior parte delle specie è ermafrodita insufficiente.
L'apparato riproduttore maschile è formato da 1 o 2 testicoli collegati, mediante uno spermidotto al poro genitale situato nella regione posteriore-ventrale. Alcune specie sono dotate di un organo peniforme.
L'apparato riproduttore femminile è formato da 1 o 2 ovari collegati ad un utero, che poi continua con un ovidotto a formare la vagina. Il poro genitale femminile sbocca nella stessa cavità anale.
In alcune specie esistono sia ermafroditi che maschi e femmine distinte, mentre altre sono composte esclusivamente da femmine che si riproducono per partenogenesi.
Dall'uovo si sviluppa un sub-individuo che in poco tempo raggiunge la maturità sessuale.